# Polygonia thiodamas
Polygonia thiodamas är en fjärilsart som beskrevs av Samuel Hubbard Scudder 1875. Polygonia thiodamas ingår i släktet Polygonia och familjen praktfjärilar. Inga underarter finns listade i Catalogue of Life.